# Nordstern Arena Horsens

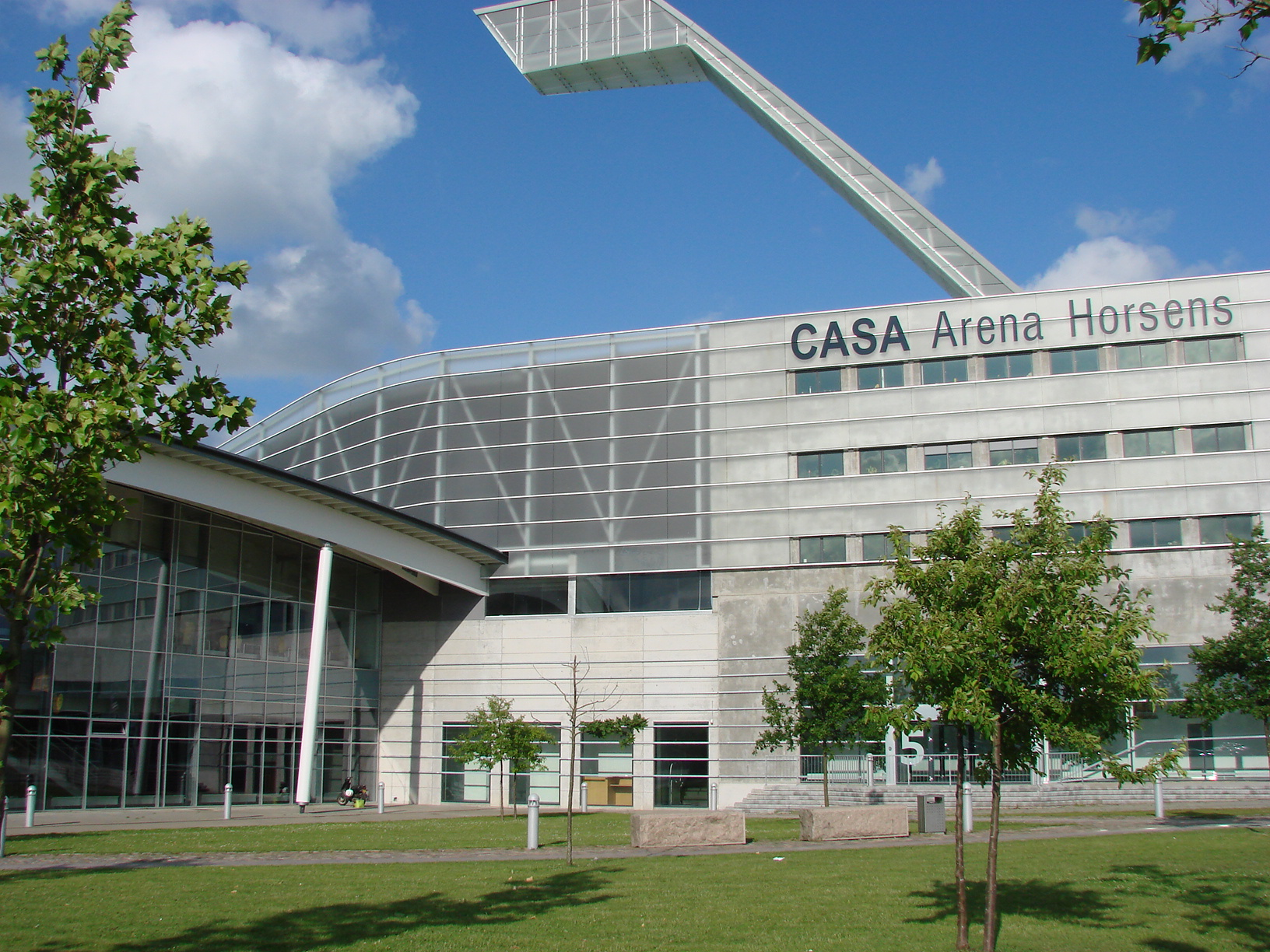

Nordstern Arena Horsens, även benämnd Forum Horsens Stadion, är en fotbollsanläggning i Horsens i Danmark och hemmaarena för AC Horsens.
Arenan byggdes under 2009 och ersatte Horsens Idrætspark. Den rymmer cirka 10 400 åskådare.
Arenan hette tidigare Casa Arena Horsens, men bytte namn till det nuvarande 2022 då sponsorföretaget bytte namn.